# Peter Honeth

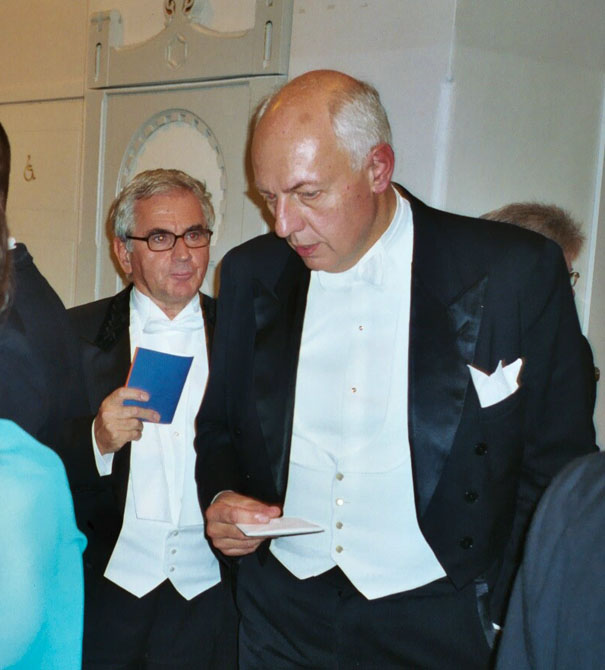
Peter Honeth (till höger) tillsammans med Lunds universitets rektor Göran Bexell på Helsingkrona nations Snörsjöabal, oktober 2003.

Peter Olof Honeth, född 6 oktober 1944 i Stockholm, är en svensk ämbetsman.

## Biografi
Peter Honeth är son till Nils-Olof Honeth och Margit, född Karlsson.
Han studerade juridik vid Stockholms universitet och blev jur.kand. 1975. Under studietiden var han även aktiv inom kårpolitiken och var bland annat ordförande för Sveriges förenade studentkårer 1973–1974 och för Juridiska föreningen vid Stockholms universitet 1970.
Efter notariemeritering anställdes Honeth 1978 som kommittésekreterare i Utbildningsdepartementet. Han blev departementssekreterare 1979 och var departementsråd 1983–1990. Sistnämnda år utnämndes han till universitetsdirektör och förvaltningschef vid Lunds universitet, en befattning han innehade till 2006, då han uppmärksammades med en satirisk q-vers i studenttidningen Lundagård
Han hade tidigare varit politiskt aktiv för Folkpartiet i Danderyds kommun 1976–1990. Efter den borgerliga valsegern 2006 utsågs Honeth till statssekreterare för forskning och högre utbildning i Utbildningsdepartement, som till en början leddes av Lars Leijonborg, och senare Jan Björklund med Leijonborg som högskole- och forskningsminister (fram till 2010). Efter att Leijonborgs efterträdare på posten som forsknings- och högskoleminister Tobias Krantz lämnade regeringen efter valet 2010, var Jan Björklund som utbildningsminister också ansvarig för forskning och högre utbildning. Honeth ansågs då som statssekreterare haft stort inflytande på Utbildningsdepartementet. Han kvarstod som statssekreterare till hösten 2014.
Den 10 september 2020 utsågs Honeth till nationell samordnare av högskoleprovet efter att Universitets- och högskolerådets generaldirektör Karin Röding sagt upp sig.
Peter Honeth är även under 2023 och 2024 särskild utredare med uppdrag att se över lärar- och förskollärarutbildningen i Sverige.

### Familj
Peter Honeth gifte sig 1971 gift med Mia Larsson.